# We've Got It Goin' On
«We've Got It Goin' On» es una canción y el primer sencillo lanzado por el grupo estadounidense Backstreet Boys de su álbum debut en septiembre de 1995. Más tarde fue incluido en la versión del álbum de Estados Unidos y alcanzó éxito en casi todo el mundo.

## Grabación
El miembro Nick Carter no pudo cantar en la grabación de la canción, ya que su voz estaba cambiando debido a la pubertad en esos momentos. La canción fue grabada en Cheiron Studios en Suecia durante una semana en junio de 1995 con Max Martin y Denniz PoP. La banda se presentó en una semana para grabar sólo esta canción; sin embargo, la terminaron inesperadamente en dos días. Como resultado, Martin y PoP sugirieron que la banda grabaran otra canción, "Quit Playing Games (With My Heart)".
Aunque un radio edit o mix es a menudo enlistado, el radio edit es idéntico a la versión del álbum de la canción.

## Vídeo musical
El primer vídeo musical de la banda fue filmado el 19 de agosto de 1995 en Orlando, Florida, fue dirigido por Lionel C. Martin, y es precedido por una introducción de entrevista de radio falsa. En el vídeo aparece la banda cantando en un gimnasio, afuera en un parque, en un estudio, como también bailando en un escenario en un club, jugando basketball, lavando un Jeep, y jugando en una galería/sala de billar. El vídeo muestra una breve aparición de Lou Pearlman. La novia en ese entonces de Brian Littrell, Samantha Stonebraker aparece en el vídeo.

## Listas
"We've Got It Goin' On" fue primero lanzado en Estados Unidos pero solo tuvo éxito limitado. Llegó al número 69 en Billboard Hot 100 y pasó 20 semanas en lista. Después de que el sencillo fue lanzado en Europa, ganó popularidad y los Backstreet Boys encabezaron las listas europeas.

## Lista de canciones
U.S. CD3(1993)
1. "We've Got It Goin' On" (Radio Mix)
2. "We've Got It Goin' On" (Amadin's Euro Mix)
3. Album Medley

U.S. CD5(1995)
1. "We've Got It Goin' On" (Radio Edit)
2. "We've Got It Goin' On" (Hula's House mix)
3. "We've Got It Goin' On" (T and K Harlesden Mix)
4. "We've Got It Goin' On" (Amadin's Club Mix)
5. "We've Got It Goin' On" (Hula's Club Mix)

Europa(1996)
1. "We've Got It Goin' On" (Radio Edit)
2. "We've Got It Goin' On" (Hula's House mix)
3. "Get Down (You're The One For Me)" (Smokin' Beats Club Mix)
4. "Tell Me That I'm Dreaming"

Edición Holograma Europa(1995)
1. "We've Got It Goin' On" (Radio Edit)
2. "We've Got It Goin' On" (Hula's House mix)
3. "We've Got It Goin' On" (Serious Rope Main Mix)
4. "We've Got It Goin' On" (Markus' Deadly Vocal Hot Mix)
5. "We've Got It Goin' On" (CL's Anthem Vocal Odyssey)
6. "We've Got It Goin' On" (Markus' Edge Factor Dub)

Japón(1996)
1. "We've Got It Goin' On" (Radio Edit)
2. "We've Got It Goin' On" (Hula's House mix)
3. "Get Down (You're The One For Me)" (Smokin' Beats Club Mix)
4. "Tell Me That I'm Dreaming"
5. "I'll Never Break Your Heart" (Radio Edit)
6. "Roll with It"

Remixes en doble vinilo(1996)
1. "We've Got It Goin' On" (CL's Real Butch Dub)
2. "We've Got It Goin' On" (Marcus' Edge Factor Dub)
3. "We've Got It Goin' On" (Mr. Lee's X-Plosive New Euro Club Mix)
4. "We've Got It Goin' On" (Hula's Club Mix)
5. "We've Got It Goin' On" (Amadin's Club Mix)
6. "We've Got It Goin' On" (CL's Anthem Radio Mix)
7. "We've Got It Goin' On" (CL's Anthem Vocal Odyssey)
8. "We've Got It Goin' On" (Marcus' Deadly Vocal Hotmix)

## Posiciones y ventas
| Lista(1995)                        | Posición máxima |
| ---------------------------------- | --------------- |
| Begium (Flanders) Singles Chart    | 6               |
| Canadian Singles Chart             | 15              |
| Dutch Top 40                       | 5               |
| German Singles Chart               | 4               |
| Swedish Singles Chart              | 14              |
| UK Singles Chart                   | 54              |
| Lista (1996)                       | Posición máxima |
| Austrian Singles Chart             | 3               |
| Belgium (Wallonia) Singles Chart   | 5               |
| Finnish Singles Chart              | 13              |
| French SNEP Singles Chart          | 5               |
| Irish Singles Chart                | 17              |
| New Zealand RIANZ Singles Chart    | 36              |
| Swiss Singles Chart                | 3               |
| UK Singles Chart                   | 3               |
| U.S. Billboard Hot 100             | 69              |
| U.S. Billboard Hot Dance Club Play | 31              |

| Lista en fin de año (1996)       | Posición |
| -------------------------------- | -------- |
| Austrian Singles Chart           | 17       |
| Belgian (Flanders) Singles Chart | 23       |
| Belgian (Wallonia) Singles Chart | 26       |
| Dutch Top 40                     | 25       |
| French Singles Chart             | 41       |
| Swiss Singles Chart              | 5        |

| País     | Certificación | Fecha             | Ventas certificadas |
| -------- | ------------- | ----------------- | ------------------- |
| Austria  | Oro           | 7 de mayo de 1996 | 15 000              |
| Alemania | Oro           | 1996              | 250 000             |